# Glicerólisis

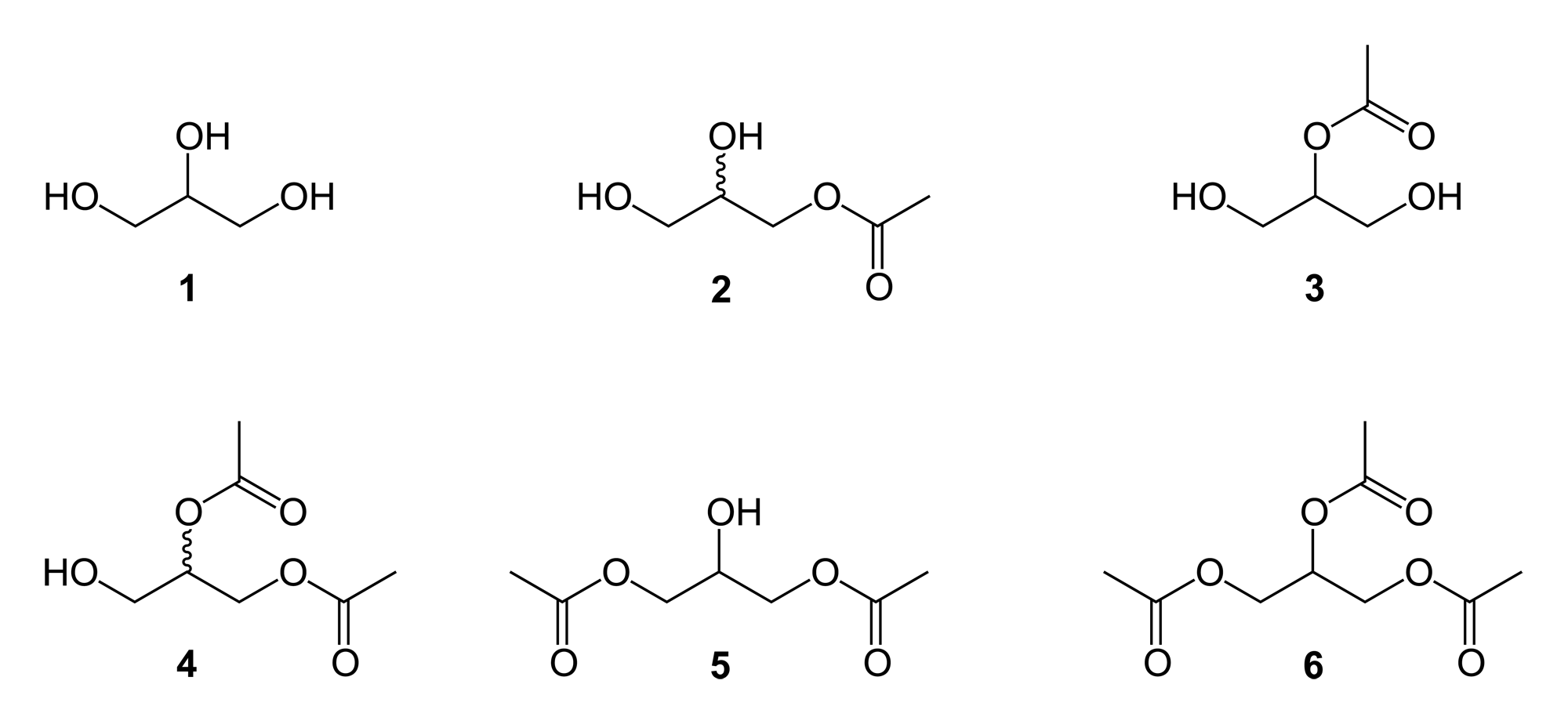
Esquema que muestra glicerol (1) y todos los posibles ésteres acetatos de glicerol (2-6)

En química orgánica, glicerólisis se refiere a cualquier proceso en el cual se rompen enlaces químicos por una reacción con glicerol. El término refiere casi exclusivamente a la reacción de transesterificación del glicerol con triglicéridos (aceites/grasas) para formar mezclas de monoglicéridos y diglicéridos. Estos encuentran una variedad de usos: emulsificantes alimentarios (como el E471), aceites de cocina "bajos en grasa" (como el aceite de diacilglicerol) y surfactantes (como monolaurina).
El proceso de transesterificación proporciona una mezcla compleja de productos, sin embargo, no todos estos son de uso equivalente. Esto ha conducido al desarrollo de procesos optimizados capaces de producir productos mejor definidos; en particular por utilizar enzimas, reacciones en dióxido de carbono supercrítico y química de flujos.
La producción de diglicéridos (a menudo llamado diacilgliceroles o DAGs) ha sido investigada extensamente debido a su uso en comidas, con ventas anuales totales de aproximadamente 200 millones de dólares en Japón desde su introducción desde fines de los años 1990 hasta 2009.